# Appat, Uummannaq
Appat är en ö i Uummannaq på Grönland. Dess yta är 211 km2. Den hade inga invånare år 2005.